# Villepinte (Seine-Saint-Denis)
Villepinte je francouzské město v severovýchodní části metropolitní oblasti Paříže, v departementu Seine-Saint-Denis, Île-de-France. Od centra Paříže je vzdálené 18 km.

## Geografie
Sousední obce: Gonesse, Sevran, Aulnay-sous-Bois, Vaujours a Tremblay-en-France.

## Vývoj počtu obyvatel
Počet obyvatel

## Slavní obyvatelé města
- Solenne Figuèsová (* 1979), plavkyně

## Partnerská města
- Schwendi-Schöneburg, Německo